# Junkar
Junkar je priimek v Sloveniji, ki ga je po podatkih Statističnega urada Republike Slovenije na dan 1. januarja 2010 uporabljalo 56 oseb.

## Znani nosilci priimka
- Mihael Junkar (*1946), strojnik, univ. prof.
- Nace Junkar (*1958), pevec